# كريستين هاغلوند
كريستين هاغلوند (بالإنجليزية: Kirsten Haglund)‏ هي موسيقية وعارضة أمريكية، ولدت في 14 سبتمبر 1988 في فارمنغتون هيلز في الولايات المتحدة.

## وصلات خارجية
- كريستين هاغلوند على موقع IMDb (الإنجليزية)